# Hearts of Iron
Hearts of Iron (abgekürzt HoI) ist eine vierteilige Reihe im Zweiten Weltkrieg angesiedelter Globalstrategiespiele, die bislang für Windows, Linux und Mac OS X erschien. Der Publisher Paradox Interactive bezeichnet das Genre auch als Grand Strategy. Der erste Teil erschien 2002 in Nordamerika und 2003 in Europa, die nächsten Serienteile erschienen 2005 und 2009. Der vierte Teil ist am 6. Juni 2016 erschienen.
In den Spielen übernimmt der Spieler eine von über hundert Nationen, die zur Zeit des Weltkriegs existierten und führt diese durch die Kriegszeit.

## Spielprinzip
Der Spieler übernimmt die ganze Nation und steuert für sie Wirtschaft, Rüstung, Forschung, Innen- und Außenpolitik und ganz zentral die Kriegsführung. Es sind weltweit beinahe alle historischen Nationen spielbar, sowohl die Großmächte (z. B. Deutsches Reich, USA, Sowjetunion und Japan) als auch kleinere Nationen (z. B. Siam, Neuseeland, Luxemburg und Bhutan); Kleinststaaten wie Monaco, Andorra oder der Vatikan tauchen im Spiel hingegen nicht auf. Dafür kann man auch Gebiete, die zu Spielbeginn (ab 1936) Kolonien sind, unabhängig werden lassen (z. B. Nigeria, Island).
Ziel ist es, den eigenen Machtblock (v. a. Komintern, Achsenmächte oder Alliierte) bis 1947 (in den Erweiterungen teilweise bis in die späten 50er Jahre) durch den Zweiten Weltkrieg zum Sieg zu führen. Viele im Laufe des Spieles auftretende Ereignisse stellen dabei in politischer Hinsicht den historischen Verlauf nach. Dem Spieler stehen aber stets auch unhistorische Optionen zur Auswahl, so dass man die Frage „Was wäre wenn?“ ausprobieren und nachspielen kann (→Kontrafaktische Geschichte). Die Komplexität des Spiels und die Unterschiede in den Ausgangspositionen lassen dabei jede Startposition zu einer andersartigen Herausforderung werden.

## Steuerung
Die Weltkarte wird in einer Draufsicht dargestellt. Dabei kann man zwischen verschiedenen Ansichten wählen, z. B. politischer, geographischer und klimatischer Karte. Die Perspektive ist zoombar, aber nicht drehbar.
Das Spiel läuft quasi in Echtzeit (tatsächlich in Stundenschritten) mit wählbarer Geschwindigkeit ab, kann jedoch jederzeit pausiert werden. Alle Befehle können auch während der Pause gegeben werden. Sie werden ausgeführt, wenn die Pause beendet wurde oder zu einem vorher festgelegten späteren Zeitpunkt.
Die Steuerung erfolgt per Maus und Tastatur.

## Spielmodi

### Einzelspieler
Im Einzelspieler-Modus übernimmt der Spieler eine Nation und alle anderen Nationen werden vom Computer übernommen. Dabei wird jedes Land einzeln berechnet, Allianzen zwischen vom Spieler gesteuerter Nation und computergesteuerter Nationen sind die Regel. Auch führen die computergesteuerten Nationen Krieg untereinander.

### Mehrspieler
Beim Mehrspieler-Modus werden mehrere Nationen von Spielern übernommen, am Spielprinzip ändert sich dadurch jedoch nichts.
In Hearts of Iron II und IV ist zusätzlich ein Kooperationsmodus möglich, mit dem mehrere Spieler gemeinsam ein Land steuern.
Da ein Multiplayerspiel sehr lange dauern kann, werden meistens regelmäßige Spieltage eingerichtet, an denen jeweils zu bestimmten Zeiten gespielt wird. Viele Multiplayerspiele dauern mehrere Wochen oder sogar Monate. Spielabsprachen unter den Spielern werden in entsprechenden Internetforen getroffen. Oftmals werden gewisse Programme wie Teamspeak zur Absprache während des Spiels vorausgesetzt.

## Teile

### Hearts of Iron
Das Spiel beginnt entweder 1936, 1939, 1941 oder 1944 und endet Ende 1947 (es sei denn, man ändert dieses Enddatum im Editor). Die Situation ist vom gewählten Einstiegszeitpunkt sowie von der gewählten Nation abhängig und soweit möglich dem historischen Kriegsverlauf nachempfunden. Dies bietet z. B. für einen Spieler mit dem Deutschen Reich als Nation und einem Einstiegszeitpunkt 1936 eine vollkommen andere Situation als bei einem Einstiegszeitpunkt 1944.
Nach einem Artikel der chinesischen, englischsprachigen Tageszeitung China Daily verbot das chinesische Kulturministerium im Mai 2004 das Spiel, da es die Geschichte entstelle und die Souveränität und territoriale Integrität Chinas beschädige. Konkret wurde bemängelt, dass das Spiel die 1936 umstrittenen Gebiete Tibet, die Mandschurei und den westlichen Teil Xinjiangs als eigenständige Staaten, beziehungsweise von Dritten abhängige Provinzen darstelle. Zudem verzerre das Spiel historische Fakten bei der Beschreibung der faschistischen Staaten Japan, Deutschland und Italien während des Zweiten Weltkrieges.
Am 4. Dezember 2008 gaben die Entwickler bekannt, an einer Handyversion von Hearts of Iron unter der Bezeichnung Hearts of Iron Mobile zu arbeiten. Im Oktober 2012 wurde allerdings verkündet, dass das Projekt eingestellt worden sei.

### Hearts of Iron II
Der Spielverlauf der Fortsetzung Hearts of Iron II (oder Hearts of Iron 2, abgekürzt HoI2) entspricht der ersten Version, für einen schnelleren Einstieg enthält Hearts of Iron II aber viele historische und fiktive Schlachtszenarien, in denen ein kleiner Ausschnitt des Krieges (wie z. B. der Weg von Rommels Afrikakorps oder die Landung der Alliierten in der Normandie) nachgespielt werden kann und andere Aspekte des Spieles wie Forschung und Industrie ausgeblendet werden. Weiterhin existiert die Möglichkeit, das Spiel im Jahr 1936, 1938 oder schon im Krieg zu beginnen.

#### Hearts of Iron II: Doomsday
Die offizielle Erweiterung von Paradox Interactive für HoI2, Hearts of Iron II: Doomsday (abgekürzt HoI2DD) erweitert den Spielverlauf bis ins Jahr 1953. Eine neue Kampagne, die 1945 mit dem Ende des Zweiten Weltkriegs und – fiktiv – gleich in einem Dritten Weltkrieg zwischen den USA und der Sowjetunion startet, erweiterte Technologien für die neuen Jahre sowie viele neue Ereignisse erweitern das soweit bekannte Spielprinzip von HoI2.
Die bedeutendste Neuerung ist das Geheimdienst-Menü, in dem Spione entsendet werden können, um gegnerische Forschungen und Produktionen auszuspähen sowie riskante Missionen wie Sabotage, Partisanenunterstützungen oder gar Attentate auf Minister durchzuführen.
Ein weiteres Feature ist die Kompatibilität zum Spiel „Victoria-Revolutions“. „Victoria“ bildet den Zeitraum zwischen 1836 und 1936 ab. Dank der Kompatibilität lassen sich Endspielstände von „Victoria“ mit HoI weiterspielen.

#### Hearts of Iron II: Doomsday – Armageddon
Anfang April 2007 erschien das zunächst ausschließlich über Downloadportale vertriebene, dann einzeln verkaufte und inzwischen in Hearts of Iron: Anthology enthaltene, Hearts of Iron II: Doomsday – Armageddon. Diese Erweiterung enthält zwei neue Szenarien und fügt kleine Änderungen in den Spielablauf ein.
Die beiden neuen Szenarien enthalten je acht fiktive Länder. Ein Szenario stellt einen Jeder-gegen-jeden-Modus dar: Jedes Land befindet sich von Beginn an in einem der drei großen Bündnisse und im Krieg mit den beiden anderen Koalitionen; im zweiten Szenario herrscht anfangs Frieden, der jedoch binnen kurzer Zeit durch die Computerspieler gebrochen wird.
Die Ausgangspositionen sind ähnlich, so verfügt jedes Land über je 12 Infanterie- und drei Panzerdivisionen, sowie eine kleine Flotte mit zwei Flugzeugträgern und zwei Schlachtschiffen. Jedes Land hat zu Beginn 200 IC (Industriekapazität) und die gleichen technologischen Ausgangspositionen. Tatsächlich ist die Ausgangslage jedoch nicht voll ausgeglichen, da einige Länder über deutlich längere Grenzen oder sehr lange Küstenlinien verfügen. Das Spiel ist außerdem im ersten Release mit zahllosen Bugs behaftet, was die Version kaum spielbar macht. So ist beispielsweise die Rohstoffproduktion von Beginn an derart gering, dass kein Land nach wenigen Tagen seine volle Industrieproduktion aufrechterhalten kann.
Am Spielablauf haben sich folgende Dinge geändert:
- Man kann nun einstellen, ob bei der Annexion von Ländern auch deren Techteams übernommen werden.
- Man kann nun einstellen, ob eroberte Gebiete ihre volle Industrieproduktion beibehalten oder nicht.
- Divisionen können nun schon mit angegliederten Brigaden produziert werden.
- Es gibt nun Erweiterungen wie beispielsweise verbesserte Flugabwehr oder Radar für Schiffe, das auch das Nachrüsten von älteren Schiffen ermöglicht.

Die Erweiterung ist nur für die englische Version erhältlich. Installiert man es bei der deutschen Version, so startet zwar das Spiel, die neuen Funktionen haben jedoch keinen Beschreibungstext, was jedoch durch das Ändern der Sprache im Spiel hin zu Englisch manuell behoben werden kann.

#### Hearts of Iron: Anthology
Ende August 2007 erschien Hearts of Iron: Anthology, welches Hearts of Iron, Hearts of Iron II: Doomsday und Hearts of Iron II: Doomsday – Armageddon komplett auf Deutsch enthält. Neben den Spielen enthält Hearts of Iron: Anthology noch eine Strategiekarte der Welt sowie einen maßstabsgetreuen Metallorden, der die Aufschrift „si vis pacem para bellum“ (Wenn Du Frieden willst, rüste für den Krieg) trägt.

#### Editor
Ab Hearts of Iron II: Doomsday liegt dem Spiel ein Editor bei, welcher das Erstellen eigener Szenarien möglich machen soll. In einer größtenteils tabellarischen Ansicht ist es theoretisch möglich, auf fast alle Belange des Spiels Einfluss zu nehmen. Forschungsteams, Kommandeure und das Erstellen eigener Szenarien sowie Länder stehen im Vordergrund. Bedingt durch die mangelhafte technische Umsetzung des Editors ist es jedoch kaum möglich, ausschließlich mit dem Editor zu arbeiten, da er teils irreparable Schäden an den Spieldateien hervorrufen kann. Änderungen an den entsprechenden Dateien können generell auch mit einem Texteditor vorgenommen werden.

#### Modifikationen
Zum Spiel gibt es diverse von der Community entwickelte Mods. Die Palette reicht von einfachen Modifikationen, die das Spiel um einige neue Inhalte ergänzen, bis hin zu Modifikationen, welche das Spiel komplett verändern.
Der NFM-Mod ist einer der umfangreichsten Mods für Hearts of Iron II. Er beinhaltet sehr viele neue Ereignisse und ist in Versionen für das Deutsche Reich, die UdSSR, Japan, Großbritannien und die USA frei erhältlich. Der Mod ist auf ein Spiel ausgelegt, das eng an der historischen Wirklichkeit bleibt.
Weiterhin ist der DAIM-Mod in verschiedenen Versionen – auch zusammen mit NFM – erhältlich. Er beeinflusst die Taktik der KI sowie das Bauverhalten der meisten vom Computer gesteuerten Länder.
Der Final 2 Mod lehnt sich an den Final 1 Mod für das ursprüngliche Hearts of Iron an, das Spiel beginnt wie bei diesem bereits im Jahr 1934. Daneben stehen Balancing und die Darstellung von Rohstoffvorkommen und -kontrolle als Kriegsgrund bzw. als Kriegsziele im Vordergrund. Der Mod wurde bis 2009 und zu einer Version 1.3 weiterentwickelt.
Ebenfalls gesteigerter Beliebtheit erfreut sich der Modern-Day-Scenario-2-Mod, der das Spiel in das Jahr 2003 an den Vorabend des Angriffs auf den Irak portiert und dort die Entstehung eines Dritten Weltkrieges mit modernen Waffen aufzeigt.
Neben denjenigen Modifikationen, die den Spielfluss grundsätzlich abändern und erweitern, existieren noch eine Vielzahl von kleinen Modifikationen, die nur einzelne Länder beeinflussen. Bedingt durch die Struktur und den Aufbau der Installation ist es auch möglich, die im Spiel verwendeten Grafiken größtenteils anzupassen. Auch hierzu existiert eine Vielzahl an unterschiedlichen Erweiterungen zum Download.

### Hearts of Iron III

Logo Hearts of Iron III

Der dritte Teil der Serie, Hearts of Iron III (kurz HoI3), wurde am 11. August 2009 in den USA und am 28. August 2009 in Deutschland veröffentlicht. Laut Chefentwickler Johan Andersson, der auch für die Reihe Europa Universalis verantwortlich ist, sollte das Spiel „noch umfangreicher, komplexer und trotzdem zugänglicher als die Vorgänger“ gestaltet werden. Die Anzahl der zu erobernden Land- und Meeresgebiete wurde deutlich vergrößert. „Komfortfunktionen“ sollen Teile der komplexen Steuerung übernehmen können; statt rund 80 sollten 150 Staaten eine Rolle spielen, außerdem sollten Exilregierungen möglich sein.
Diese Zielvorstellungen wurden teilweise erreicht, teilweise jedoch auch unterschritten, etwa bei den lediglich rund 100 spielbaren Staaten. Auch eine verbesserte Zugänglichkeit für Einsteiger wird als nicht erreicht beurteilt. Spieltiefe und Komplexität wurden hingegen sehr gelobt, das 100-seitige Handbuch für gelungen und notwendig befunden.
Es folgten die offiziellen Erweiterungen Semper Fi im Juni 2010, For the Motherland im Juni 2011 sowie Their Finest Hour im September 2012.
Ende November 2011 erschien die Hearts of Iron III: Collection, welche Hearts of Iron III, alle Erweiterungen sowie neun Sprite-Packs enthält.

### Hearts of Iron IV
Im Januar 2014 kündigte Paradox Interactive den vierten Teil der Reihe zunächst für Anfang 2015 an. Das Unternehmen erklärte allerdings später in einem ihrer Entwicklertagebücher, dass es diesen Zeitpunkt nicht einhalten könne und verschob die Veröffentlichung auf Ende des zweiten Quartals 2015. Das Spiel erschien letztlich am 6. Juni 2016.